# Военно-космический Петра Великого кадетский корпус
Военно-космический Петра Великого кадетский корпус — существовавшее в Санкт-Петербурге в 1996—2011 гг. государственное образовательное учреждение среднего (полного) общего образования (кадетский корпус). Корпус работал по профилю Космических войск Российской Федерации вместе с расположенным в одном с ним Петроградском районе Петербурга учебным заведением высшего и послевузовского образования Военно-космической академией имени А. Ф. Можайского. Располагался в приспособленном старинном здании Тучкова буяна уТучкова моста. В период сокращения Вооруженных сил и в том числе военных учебных заведений в 2011 г. был слит с двумя петербургскими кадетскими корпусами других профилей (ракетно-артиллерийским и железнодорожных войск) в Санкт-Петербургский кадетский военный корпус Министерства обороны Российской Федерации с размещением нового учебного заведения в пригороде Санкт-Петербурга Петергофе.

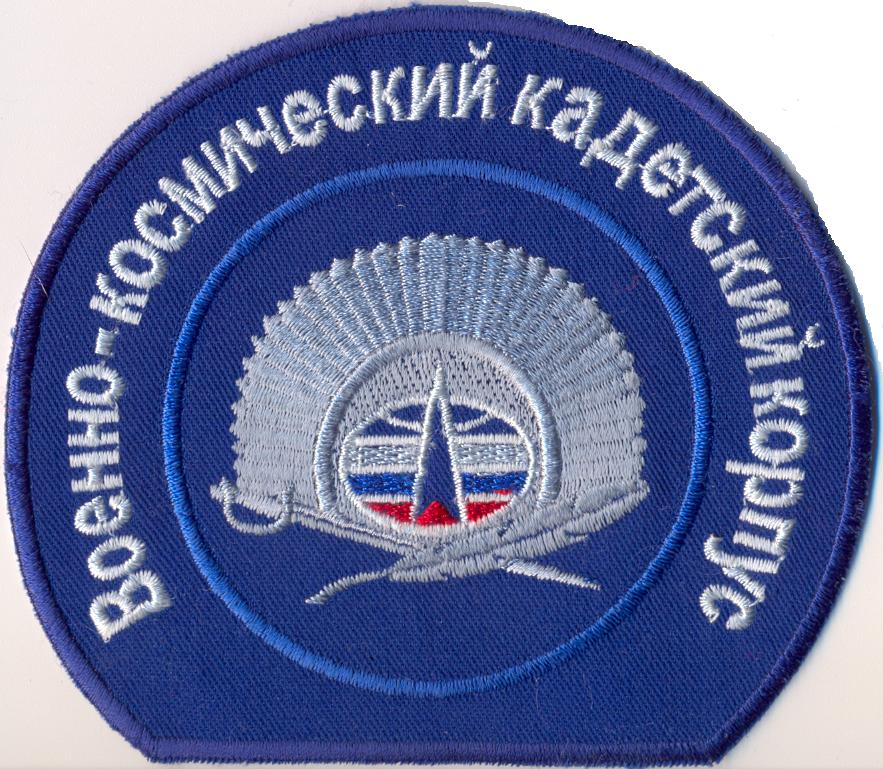
Новый шеврон ВККК

## Описание
Военно-космический Петра Великого кадетский корпус — существовавшее в 1996—2011 гг. военное государственное образовательное учреждение среднего (полного) общего образования.

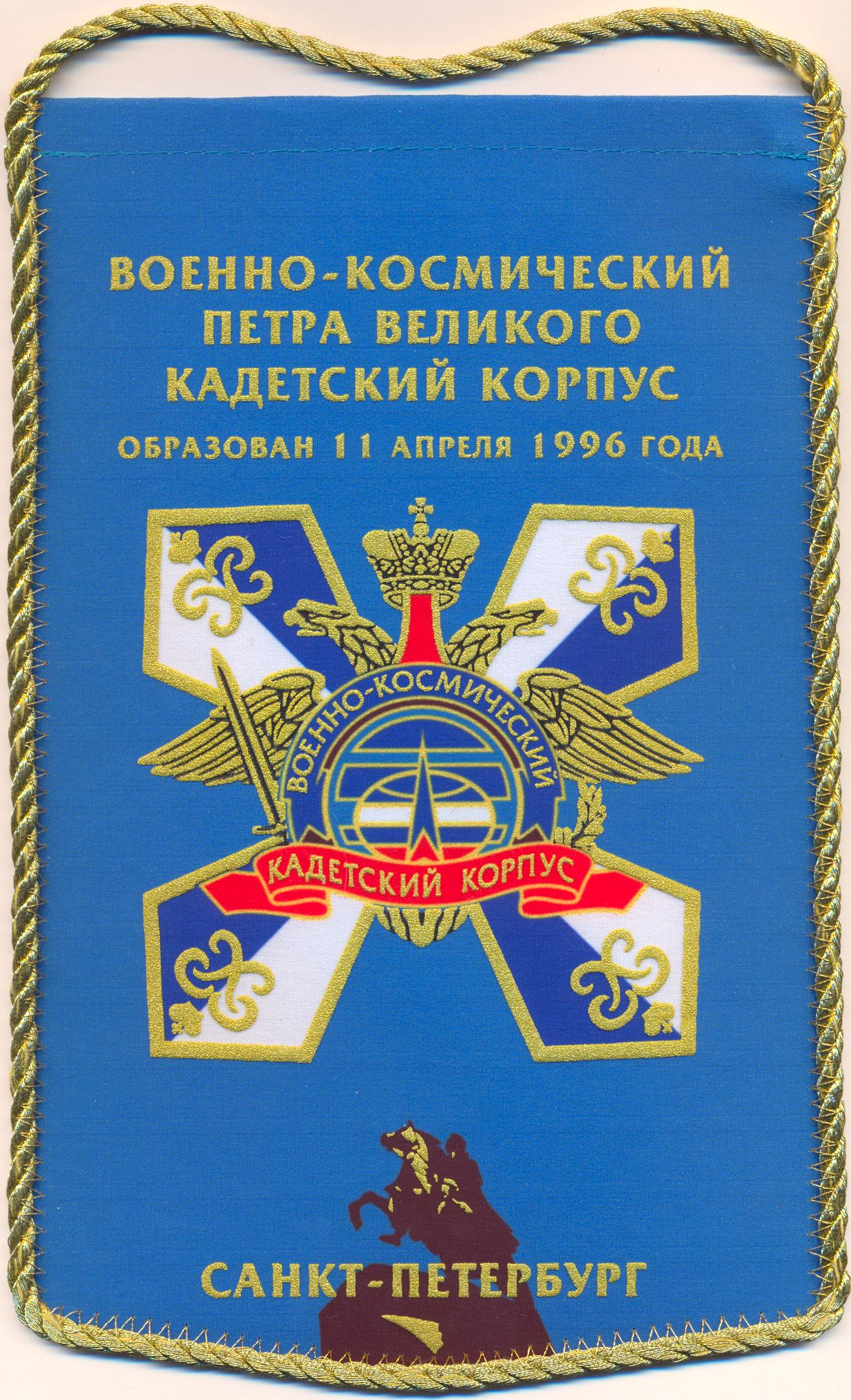
Вымпел ВККК

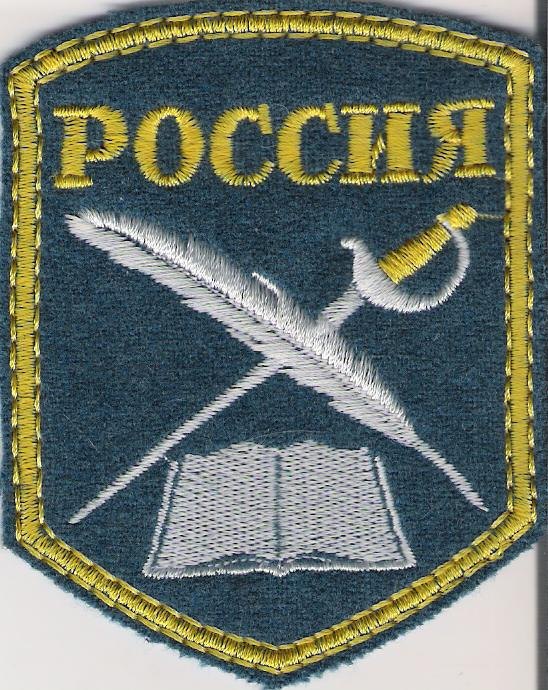
Нарукавный шеврон кадета ВКПВКК

Военно-космический Петра Великого кадетский корпус — существовавшее в 1996—2011 гг. военное государственное образовательное учреждение среднего (полного) общего образования.

### История создания
Корпус был создан под двойным патронатом: Комитет по образованию Правительства Санкт-Петербурга (1-й мэр Санкт-Петербурга А. А. Собчак) в лице его председателя Лебедева Олега Ермолаевича, действующего на основании Положения о Комитете и распоряжения мэра Санкт-Петербурга от 18 июля 1995 года № 710-р, и Военно-космические силы (1-й Командующий Военно-космических сил генерал-полковник В. Л. Иванов) в лице начальника Военной инженерно-космической академии имени А. Ф. Можайского (ВИКА) генерал-полковника Л. Д. Кизима, действующего на основании Доверенности Командующего ВКС от 16 сентября 1995 г. № 344/К/4220. Учредительный Договор о создании Государственного образовательного учреждения среднего (полного) общего образования Военно-космического Петра Великого Кадетского Корпуса подписан 16 ноября 1995 года во исполнение распоряжения Президента Российской Федерации от 3 апреля 1995 года № 155-рп, приказа Командующего Военно-космическими Силами от 16 сентября 1995 года № 241, распоряжения мэра Санкт-Петербурга от 18 июля 1995 года № 710-р «О создании Кадетского Корпуса Военно-космических Сил», также был утвержден Устав Кадетского корпуса.
Идея создания родилась в октябре 1994 года. В конце октября 1994 года стало известно о замысле Командующего Военно-космическими Силами генерал-полковника В. Л. Иванова создать кадетский корпус по образцу Ракетно-артиллерийского КК. За две недели был написан на основании исторических и существующих документов (в первую очередь, Положения о кадетских корпусах, 1886 года) черновой вариант Положения о кадетском корпусе. Этот вариант был представлен начальнику учебного отдела ВИКА полковнику Ю. Н. Захарову в ноябре 1994 года.
В декабре 1994 последовало устное распоряжение Командующего ВКС о подборе вариантов помещений для размещения кадетского корпуса. Была сформирована Оперативная группа по созданию кадетского корпуса под руководством заместителя начальника Академии по учебной и научной работе генерал-майора В. Ф. Фатеева для анализа и подготовки решения, основными исполнителями которой стали офицеры В. П. Казаков, В. К. Левченко, П. Н. Сакович. Началась работа по созданию кадетского корпуса со сроком осуществления к 01 сентября 1996 года.
Реализована задача была досрочно к юбилею 35-летия запуска первого космонавта — к 12 апреля 1996 года. Кадетский корпус был создан 11 апреля 1996 года распоряжением Президента РФ № 178-рп и приказом Министра обороны Российской Федерации № 220 от 30 мая 1996 года.

## Первые назначения

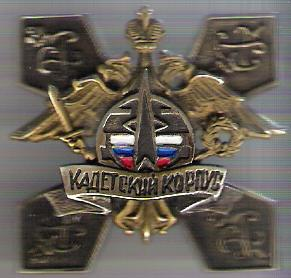
Нагрудный знак ВКПВКК

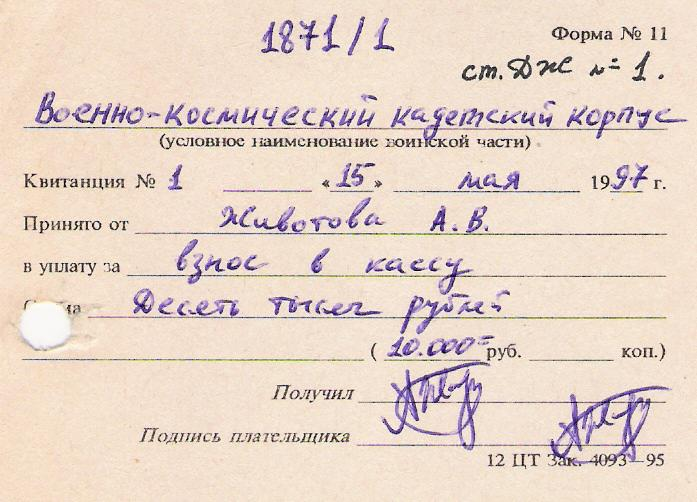
Статья № 1 ДЖ ВКПВКК

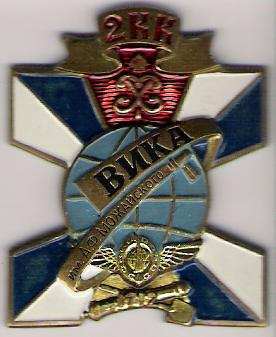
Нагрудный знак ВИКА им. А. Ф. Можайского

12 июля 1996 года состоялся первый приказ Командующего ВКС № 0133 о назначении офицеров во вновь созданный Военно-космический кадетский корпус. Были назначены начальники служб: финансовой старший лейтенант Животов, Андрей Вадимович, медицинской капитан Реутский, Игорь Александрович и начальник отделения кадров и строевого майор Лихолетов, Александр Геннадьевич. Вскоре для руководства строительными и реставрационными работами на восстанавливаемом комплексе «Тучков Буян» были назначены майор Кочуров, Анатолий Петрович с космодрома Байконур и майор Сурин, Константин Владимирович с космодрома Плесецк.

## Создание финансовой службы
15 мая 1997 года прошла операция № 1 по Денежному журналу (Форма № 41), заработала финансовая служба кадетского корпуса, как отдельное финансовое хозяйство в составе Военно-космических сил (первое руководство: 1-й начальник ВКПВКК полковник Мезенцев Александр Федорович и 1-й помощник начальника ВКПВКК по финансово-экономической работе — начальник финансовой службы (Главный бухгалтер) старший лейтенант Животов, Андрей Вадимович).

## Назначение кадетского корпуса
Кадетский корпус являлся государственным учреждением среднего (полного) общего образования интернатного типа, обеспечивающим раннюю военно-профессиональную ориентацию выпускников.
Кадетский корпус был предназначен для всестороннего обучения и воспитания подростков (преимущественно сыновей погибших военнослужащих, сирот, детей, оставшихся без попечения родителей), а также сыновей военнослужащих Космических войск, проходящих службу в отдалённых местностях, и подготовки их к дальнейшему обучению в военных вузах МО РФ.
В кадетском корпусе, расположенном в комплексе здания-памятника федерального значения «Тучков Буян» на Петроградской стороне Санкт-Петербурга, были оборудованы кабинеты информатики, лингафонный, химии и физики, а также строевой плац, спортивный городок, тренажёрный и актовый залы, стрелковый тир. На каждый взвод кадет имелись свои классы, в которых проводились занятия и организовывалась самостоятельная работа кадет.
В ходе учебного процесса активно помогала Военно-космическая академия имени А. Ф. Можайского, использовалась её учебно-материальная база: клуб, музей, стрелковый тир, спортивный зал, где не только проводились занятия, встречи, вечера отдыха, но и тренировки спортивных команд, работа секций и кружков. Ежегодно в июне и августе месяце на базе загородного учебного центра академии в п. Лехтуси (войсковая часть 39985) проводились занятия по программам военной подготовки.

## Закрытие Военно-космического Петра Великого кадетского корпуса
1 сентября 2011 года Военно-Космический Петра Великого кадетский корпус простился со своим Знаменем. Кадеты были переведены в Санкт-Петербургский кадетский корпус, который был образован путём слияния Петербургского кадетского ракетно-артиллерийского корпуса, Военно-космического кадетского корпуса и кадетского корпуса Железнодорожных войск.